# Rudgea coronata
Rudgea coronata är en måreväxtart som först beskrevs av Vell., och fick sitt nu gällande namn av Johannes Müller Argoviensis. Rudgea coronata ingår i släktet Rudgea och familjen måreväxter.

## Underarter
Arten delas in i följande underarter:
- R. c. coronata
- R. c. leiocarpoides
- R. c. ochroleuca
- R. c. saint-hilairei